# 제2기갑여단 (대한민국)
제2기갑여단(第二機甲旅團, 영어: 2nd Armored Brigade, 상징명칭: 충성부대)은 대한민국 육군 제1군단 예하의 기갑여단이다. 1968년 경기도 양주시에서 창설되었고, 현재 경기도 파주시 일대에 주둔하고 있다.

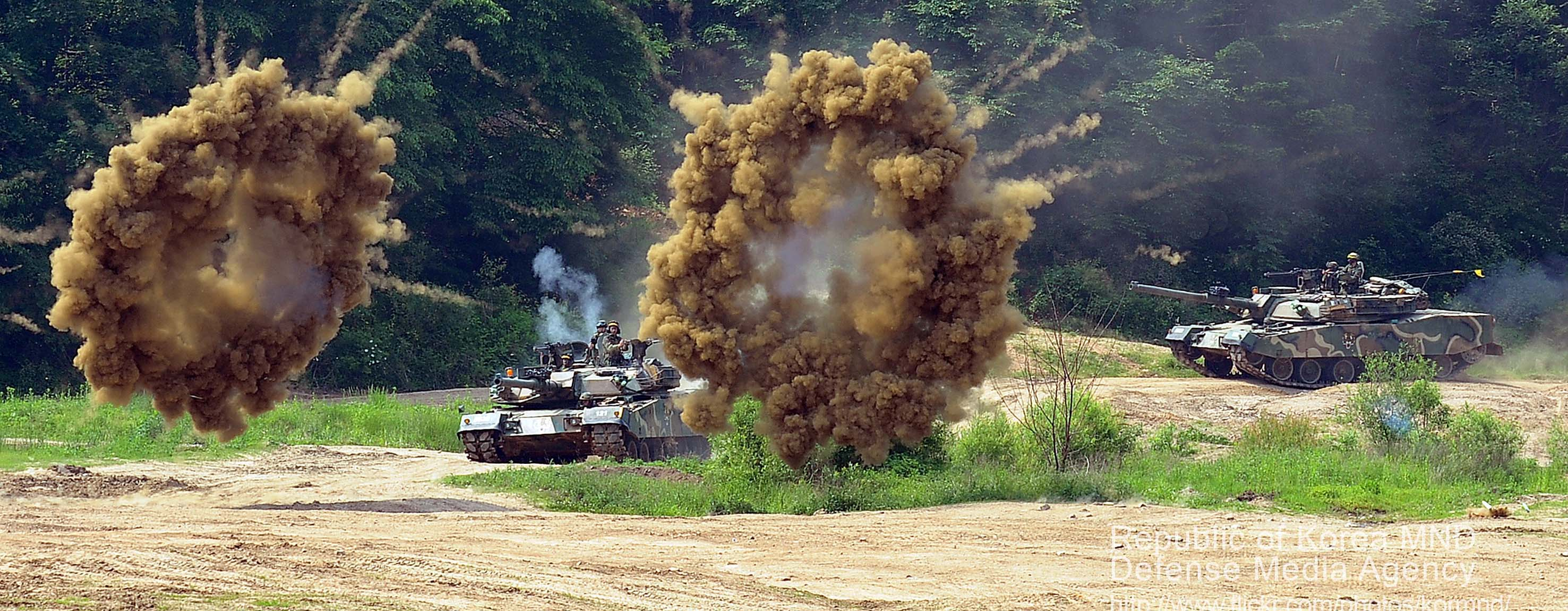
한미연합훈련 중 기동하는 제2기갑여단의 K1 전차들

## 여단가
```
(1절)
천보산 힘찬 줄기 장하게 솟고,
호국의 사자들이 한데 뭉쳤다.

사나이 끓는 마음 철갑에 싣고,
전차야! 나가자! 백두산까지!

(2절)
조국의 부름 받고 나선 너와 나.
민족과 겨레 위해 목숨 걸었다.

싸우며, 또 싸워서 이길 때까지
전차야! 나가자! 승리의 길로!

(후렴)
싸우자! 이기자! 지상의 왕자여!
장하다 그 이름! 제 2 기갑여단!

```